# オロフ・イェルンベルク
オロフ・イェルンベルク（Olof August Andreas (Anders) Jernberg,1855年5月23日 - 1935年2月15日）はドイツの風景画家、海洋画家である。「デュッセルドルフ派」の画家の一人である。

## 略歴
デュッセルドルフで生まれた。父親のAugust Jernberg（アウグスト・イェルンベルク、スウェーデン語の音訳では姓はイェルンベリとなる）はスウェーデンのイェヴレ生まれの画家で、1854年からデュッセルドルフに定住し、デュッセルドルフ美術アカデミーの会員となった。デュッセルドルフの画家たちの中で育ち、1870年にギムナジウムを卒業するとデュッセルドルフ美術アカデミーに入学し、アンドレアス・ミューラーやハインリヒ・ラウエンシュタインに学んだ後、カール・ミューラーのクラスで学んだ。アカデミーが火災の被害を受けて修業は中断するが、風景画の教授、オイゲン・デュッカーのクラスで学び、個人的な弟子にもなり1879年まで学んだ。
1880年から1881年の間はスウェーデン出身でデュッセルドルフで学んだ、ヒューゴ・サルムソンとパリに滞在し、バルビゾン派の画家やジャン＝フランソワ・ミレーの作品から影響を受けた。スウェーデンやオランダの芸術家村のカトウェイクも訪れた。1882年からデュッセルドルフ美術アカデミーでデュッカーの助手として教え始めた。1897年/1898年の学期に教授の称号を授与され、1901年からケーニヒスベルクの美術アカデミーで教えた。1918年にカルモルゲン(Friedrich Kallmorgen)の後任として、ベルリン芸術アカデミーの風景画のクラスの責任者となり、1935年に亡くなるまでその職を続けた。イェルンベルクが教えた学生には Otto Sernerや Hermann Bahner、テオ・フォン・ブロックフーゼン、Hermann Busse、Richard Falkenberg、Heinz Heinrichs 、Maria Cleffらがいた。

## 作品

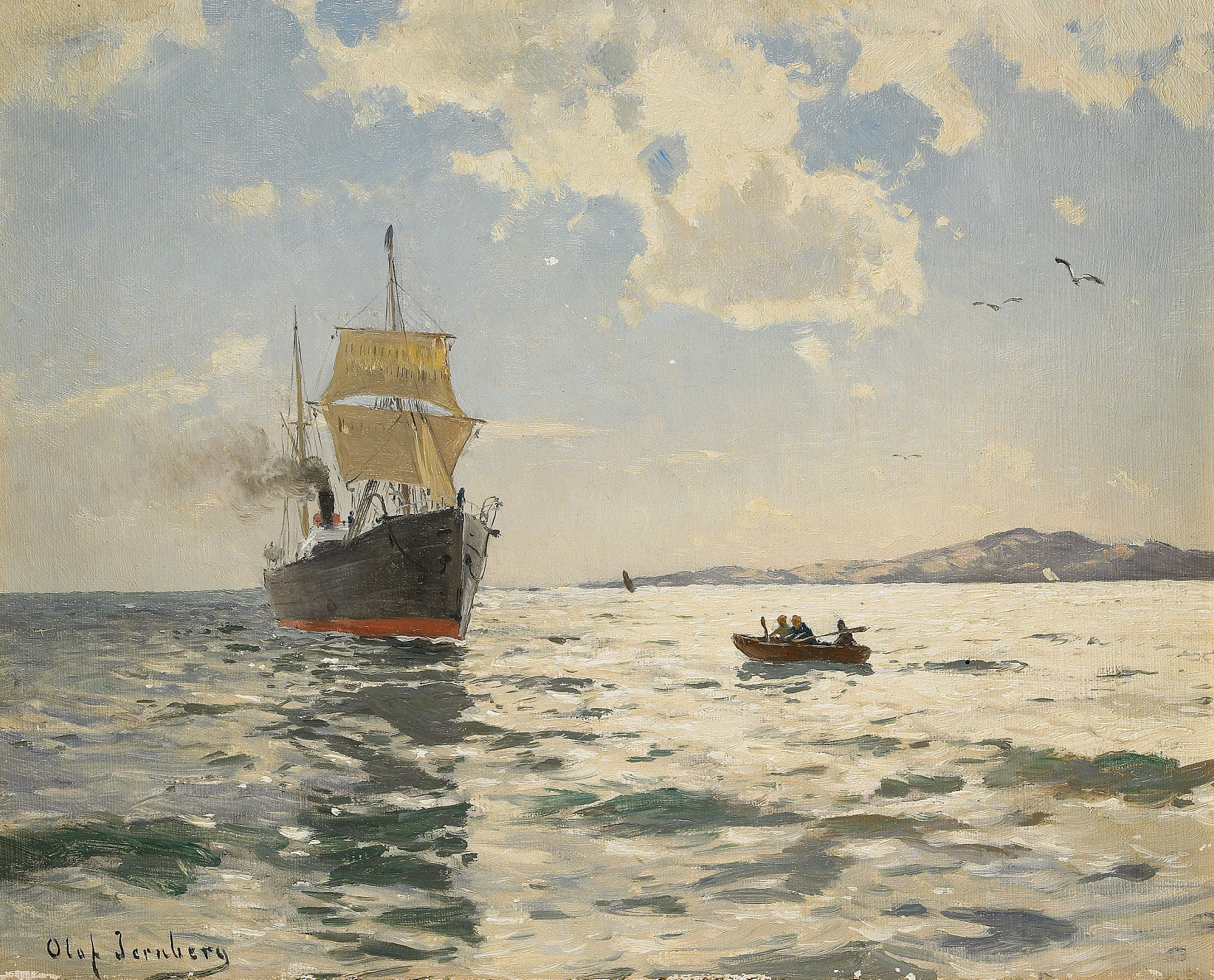
汽船と海
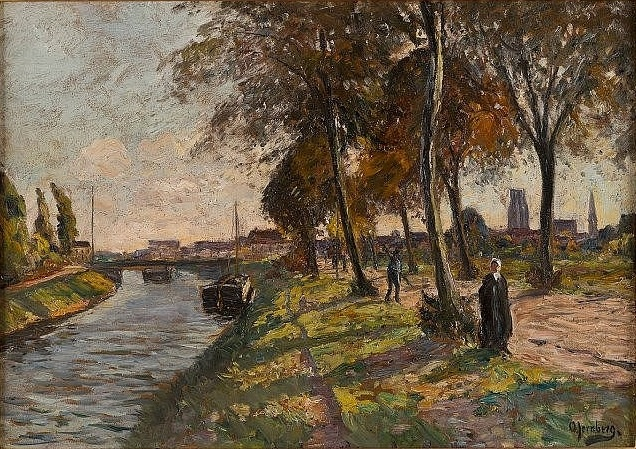
晴れた秋の日のオランダの運河(c.1900)
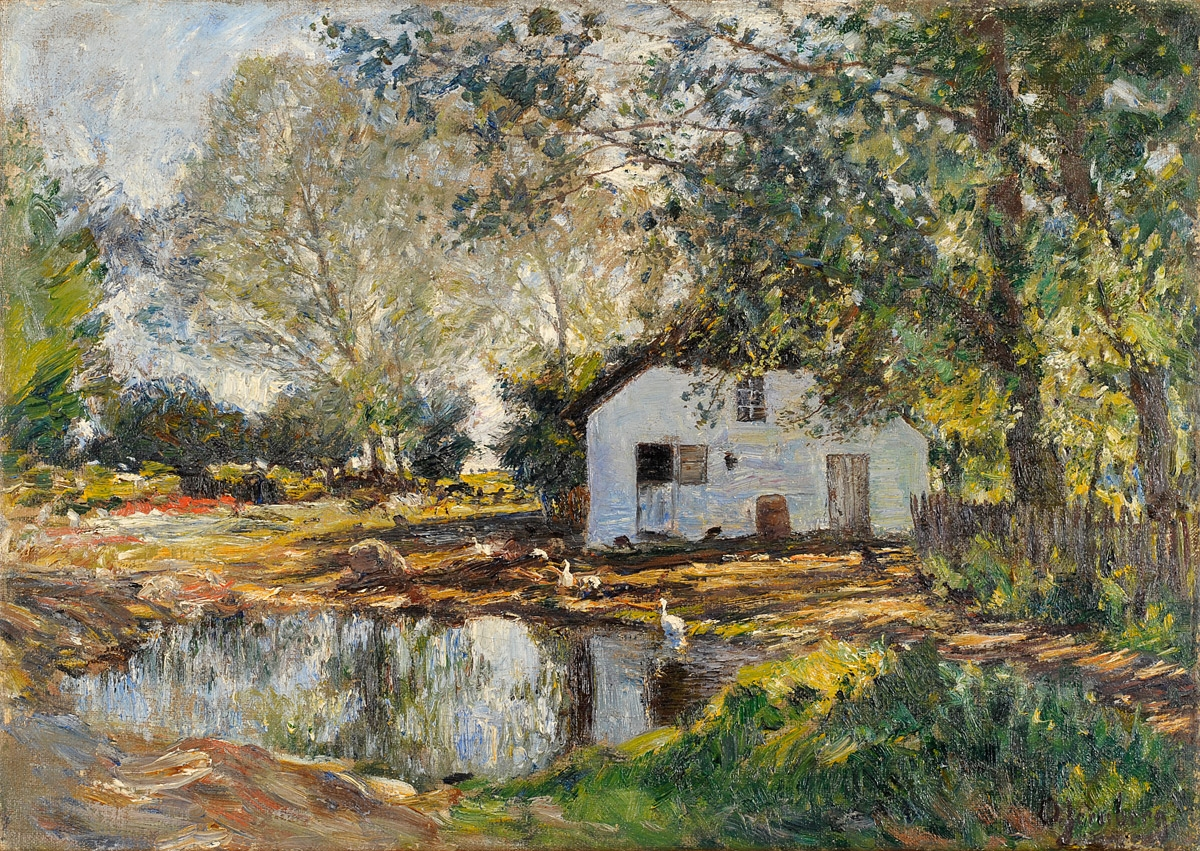
夏の田舎の風景

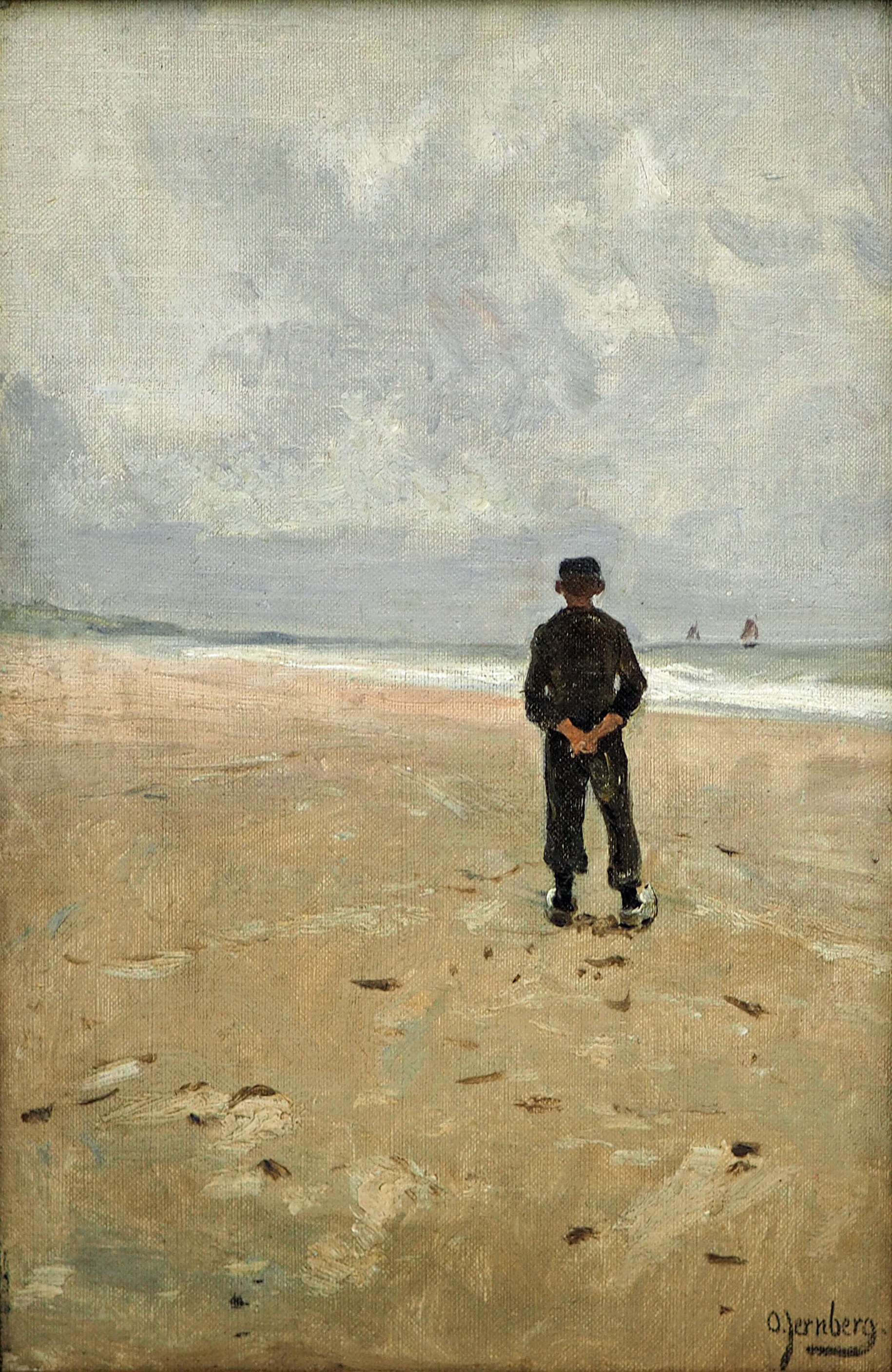
海岸の少年
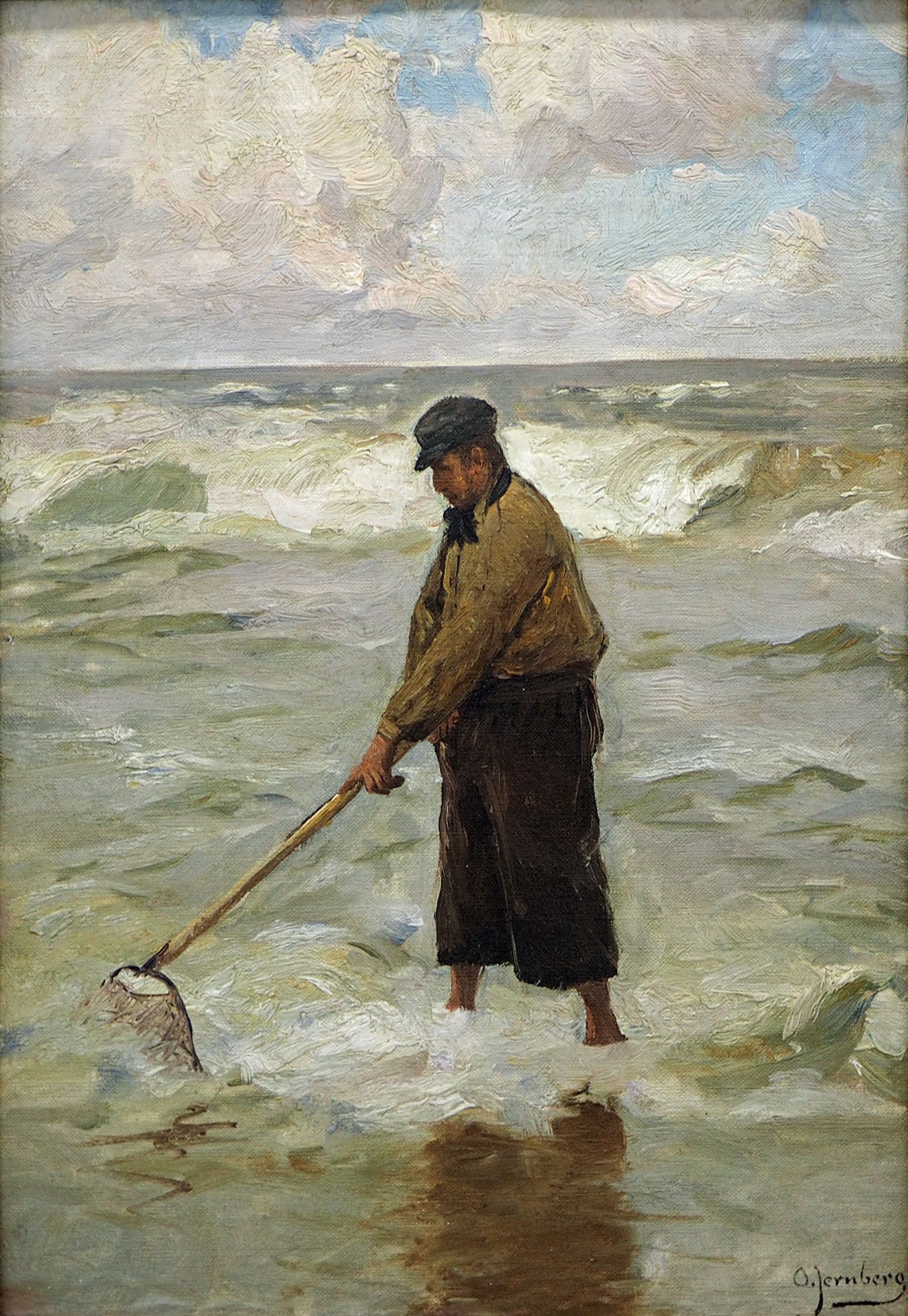
カニ漁師
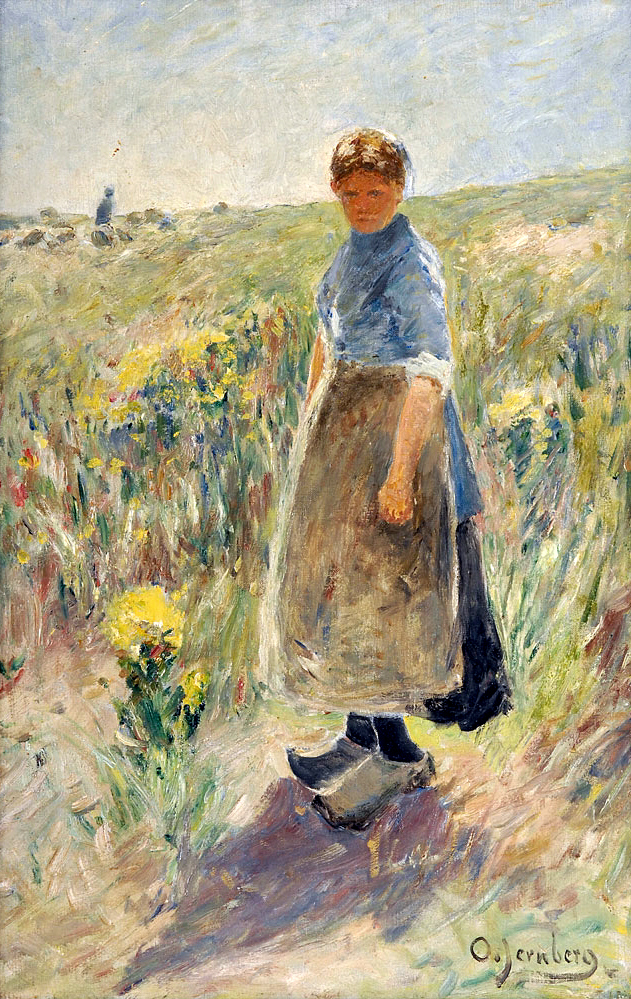
砂丘の少女
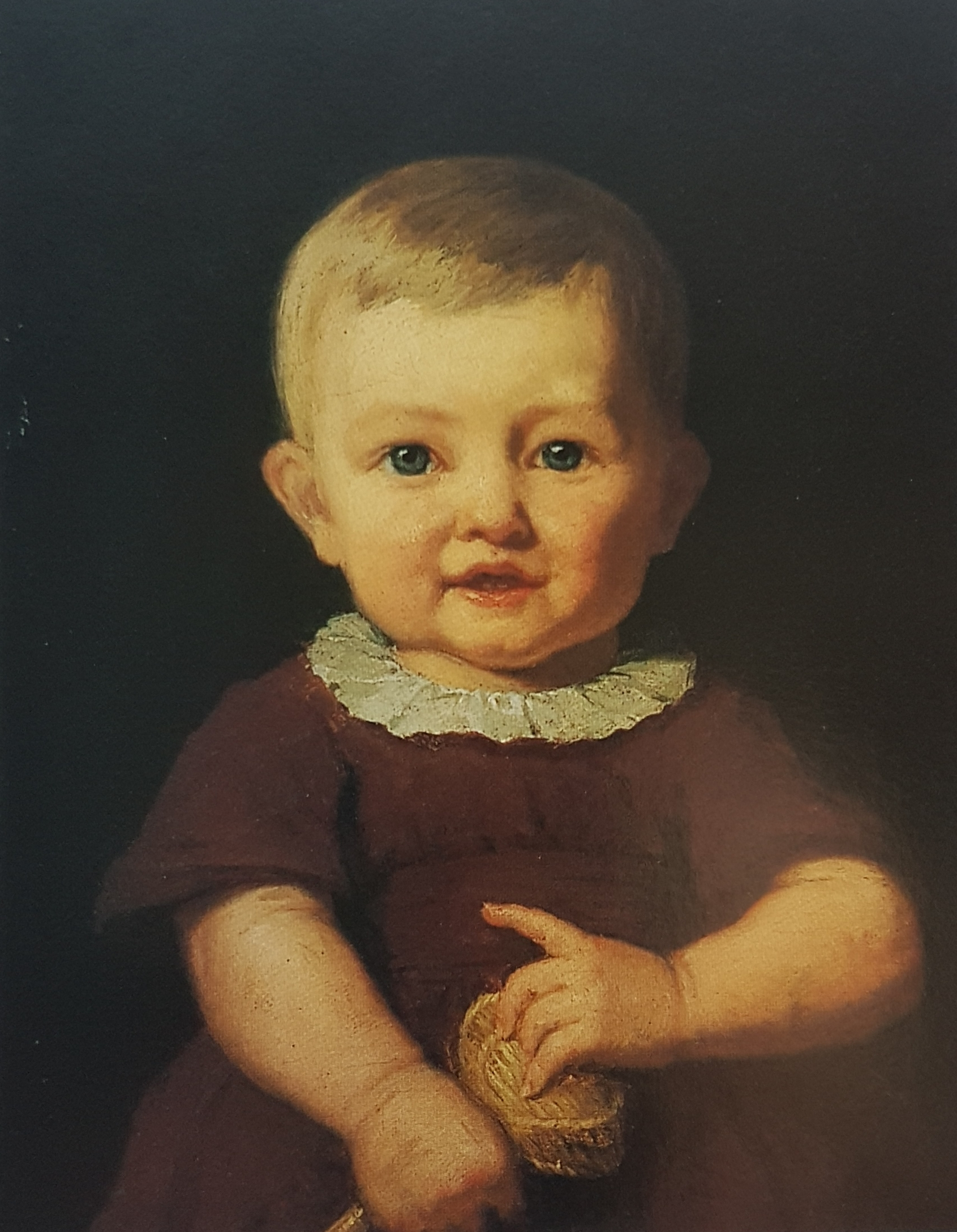